# Giacomo Alberti
Pour les articles homonymes, voir Alberti.
Giacomo Alberti (né à Prato, et mort après 1335 à Munich) est un pseudo-cardinal du XIVe siècle créé par l'antipape de Pise Nicolas V. Il est le neveu du cardinal Niccolò Alberti, O.P. (1303).

## Biographie
Giacomo Alberti est chanoine à Pise, Vérone, Soissons, St. Gery de Cambrai et S. Stefano di Prato. En 1311 il est nommé évêque de Castello. Il est partisan de l'empereur Louis de Bavière, l'ennemi du pape Jean XXII.
L'antipape Nicolas V le crée cardinal lors du consistoire du 15 mai 1328. Le cardinal-évêque Alberti couronne l'antipape. Il est excommunié par Jean XXII. Il se rend alors en Allemagne et réside en Bavière.

## Sources
- Fiche du cardinal sur le site fiu.edu